# ذو السويقتين

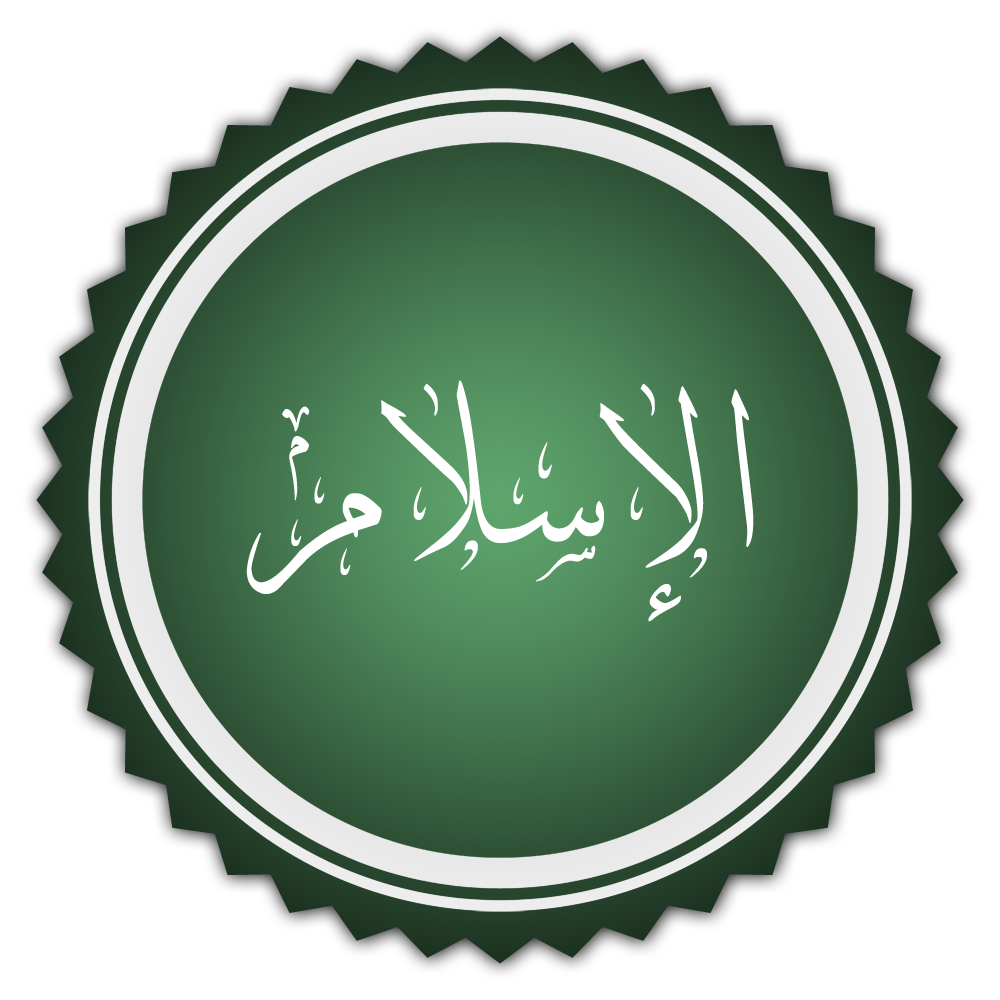

ذو السويقتين هو شخصية مذكورة في الحديث النبوي الشريف من علامات الساعة، إذ ذكر النبي محمد صلى الله عليه واله وسلم أنه سيظهر في نهاية الزمان، وهو رجل أسود أفلج من الحبشة سيُخرِّب الكعبة، وسيكون على يده هدم الكعبة واستخراج كنزها.

## في الحديث النبوي
وردت أفعاله عندما يظهر في عدة أحاديث نبوية منها:
- يخرب الكعبة: عَنْ سَعِيدِ بْنِ الْمُسَيَّبِ أَنَّ أَبَا هُرَيْرَةَ قَالَ: «قَالَ رَسُولُ اللَّهِ صَلَّى اللَّهُ عَلَيْهِ وَسَلَّمَ: يُخَرِّبُ الْكَعْبَةَ ذُو السُّوَيْقَتَيْنِ مِنْ الْحَبَشَة». رواه البخاري ومسلم.[2][3]
- ينقضها حجرًا حجرًا: عَنْ ابْنَ عَبَّاسٍ أَخْبَرَهُ عَنْ النَّبِيِّ صَلَّى اللَّهُ عَلَيْهِ وَسَلَّمَ قَالَ: كَأَنِّي أَنْظُرُ إِلَيْهِ أَسْوَدَ أَفْحَجَ يَنْقُضُهَا حَجَرًا حَجَرًا - يَعْنِي الْكَعْبَةَ -. رواه البخاري.[4]
- يسلبها حليها وكسوتها: عَنْ عَبْدِ اللَّهِ بْنِ عَمْرٍو قَالَ: سَمِعْتُ رَسُولَ اللَّهِ صَلَّى اللَّهُ عَلَيْهِ وَسَلَّمَ يَقُولُ: يُخَرِّبُ الْكَعْبَةَ ذُوالسُّوَيْقَتَيْنِ مِنْ الْحَبَشَةِ، وَيَسْلُبُهَا حِلْيَتَهَا وَيُجَرِّدُهَا مِنْ كِسْوَتِهَا، وَلَكَأَنِّي أَنْظُرُ إِلَيْهِ أُصَيْلِعَ، أُفَيْدِعَ يَضْرِبُ عَلَيْهَا بِمِسْحَاتِهِ وَمِعْوَلِهِ.[5]
- يخربها خرابًا لا تعمر بعده أبدًا: عَنْ سَعِيدِ بْنِ سَمْعَانَ قَال: «سَمِعْتُ أَبَا هُرَيْرَةَ يُخْبِرُ أَبَا قَتَادَةَ أَنَّ رَسُولَ اللَّهِ صَلَّى اللَّهُ عَلَيْهِ وَسَلَّمَ قَالَ: يُبَايَعُ لِرَجُلٍ مَا بَيْنَ الرُّكْنِ وَالْمَقَامِ، وَلَنْ يَسْتَحِلَّ الْبَيْتَ إِلَّا أَهْلُهُ، فَإِذَا اسْتَحَلُّوهُ فَلَا يُسْأَلُ عَنْ هَلَكَةِ الْعَرَبِ، ثُمَّ تَأْتِي الْحَبَشَةُ فَيُخَرِّبُونَهُ خَرَابًا لَا يَعْمُرُ بَعْدَهُ أَبَدًا، وَهُمْ الَّذِينَ يَسْتَخْرِجُونَ كَنْزَهُ». رواه أحمد في مسنده.[6]

## صفاته وزمنه
ورد في الأحاديث أن ذو السويقتين أسود أفلج أصيلع - أي انحسر الشعر عن رأسه - أفيدع - مفاصله غير منتظمة -، وقيل إنما سمي ذو السويقتين لصغر ساقيه. وهو من الحبشة، ويأتي على رأس أناس أخرون، يهدمون الكعبة حجرا حجرا، ويسلبها حليها ويجردها من كسوتها، ويستخرج كنزها، ويكون ذلك نهاية الكعبة ولا تعمر بعد ذلك أبدًا.
واختلفوا في زمن هدم الكعبة، فقيل سيكون ذلك في آخر الزمان في وقت خلت فيه الأرض من أهل التوحيد، وقبل أوان قيام الساعة بقليل، وقيل أنه سيأتي بعد ظهور المهدي ونزول عيسى، فإن المهدي يبايع عند الكعبة ثم ينزل عيسى بعد ظهور المهدي ويعيش المسلمون فترة وهم ظافرون غالبون، ثم يأتي ذو السويقتين.
قال ابن حجر: «قيل هذا الحديث يخالف قوله تعالى: (أَوَلَمْ يَرَوْا أَنَّا جَعَلْنَا حَرَمًا آمِنًا) ولأن الله حبس عن مكة الفيل ولم يمكن أصحابه من تخريب الكعبة ولم تكن إذ ذاك قبلة، فكيف يسلط عليها الحبشة بعد أن صارت قبلة للمسلمين؟ وأجيب بأن ذلك محمول على أنه يقع في آخر الزمان قرب قيام الساعة حيث لا يبقى في الأرض أحد يقول: الله الله، كما ثبت في صحيح مسلم: لا تقوم الساعة حتى لا يقال في الأرض الله الله. ولهذا وقع في رواية سعيد بن سمعان: لا يعمر بعده أبدًا». وقال المناوي: «ولا يعارضه قوله تعالى {حرما آمنا} لأن معناه آمنا إلى قرب يوم القيامة فإن هذا التخريب يكون في زمن عيسى عليه الصلاة والسلام على ما ذكره بعضهم فيأتي إليه الصريخ فيبعث إليه. وقال الحليمي: بل بعد موته وبعد رفع القرآن ورجحه بعض الأعيان وجمع بحمل الأول على أنه يهدم بعضه في زمن عيسى فيبعث إليه فيهرب ثم بعد موته ورفع القرآن يعود ويكمل هدمه إشارة إلى رفع معالم الدين من أصلها».

## انظر ايضًا
- علامات الساعة.
- نزول عيسى بن مريم.
- المسيح الدجال.
- الجهجاه.